# ملحق بروبس
ملحق بروبس (باللاتينية: Appendix Probi) هو الاسم الذي عرفت به مجموعة من خمس وثائق يعتقد أنها نُسِخَت في القرن السابع أو الثامن في بوبيو بإيطاليا. اشتق اسمها من حقيقة العثور عليها ملحقة بنسخة من كتاب Instituta Artium، وهي أطروحة تٌنْسَب لـ ماركوس فاليريوس بروبس [الإنجليزية].
من المحتمل أن يكون الملحق قد أُلِّفَ في روما حوالي النصف الأول من القرن الرابع الميلادي.
ثالث هذه الوثائق الخمس تحديدا هي التي نالت اهتمام المختصين، حيث حوت قائمة من 227 خطأ إملائيًا، بجانب تصويباتها، وبذا تسلط الضوء على التغييرات الصوتية والنحوية التي شهدتها اللاتينية العامية في مراحل تطورها الأولى للرومانسية.
وصلنا النص في نسخة رديئة عن مخطوطة تالفة بسبب المياه من القرن السابع أو الثامن محفوظة الآن في مكتبة فيكتور إيمانويل الثالث الوطنية [الإنجليزية].

## أنظر أيضا
- لغة بروتو الرومانسية